# Gaiwan

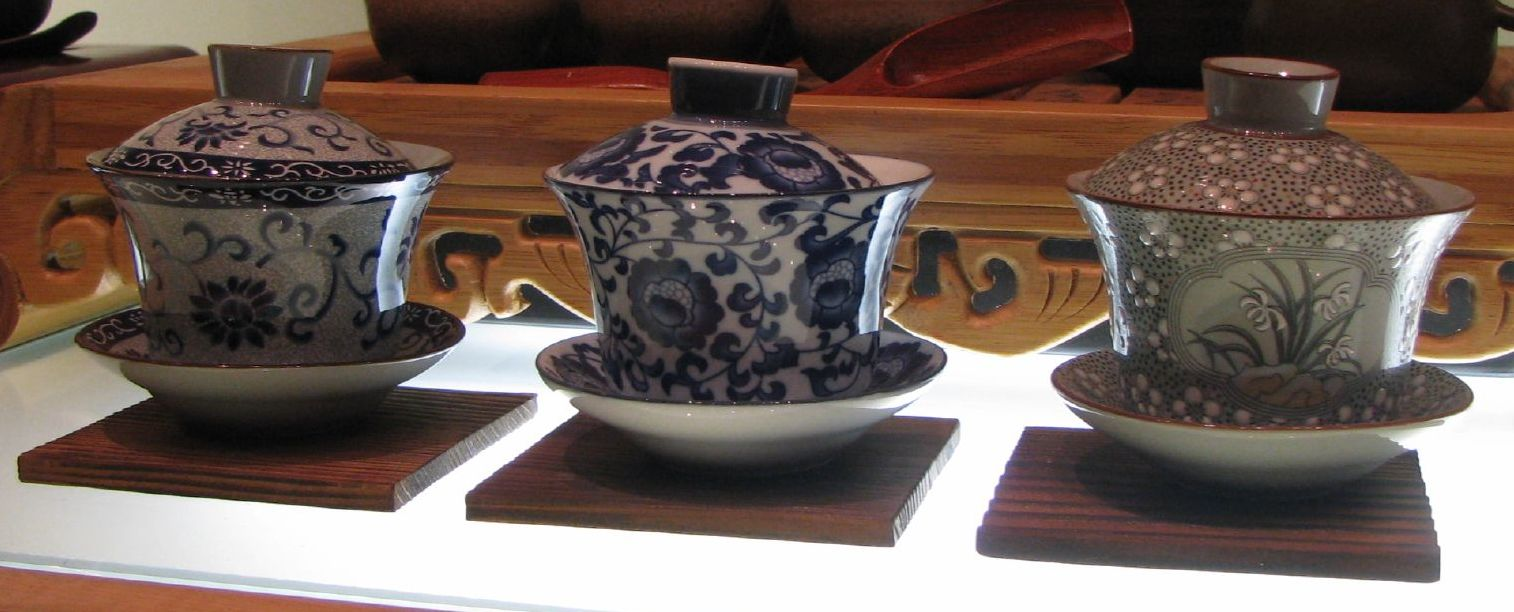
Conjunto de té chino con tres gaiwan

Un gaiwan (en chino tradicional, 蓋碗; en chino simplificado, 盖碗: ; : ; /ˈɡaɪwɑːn/) o zhong (盅) es un cuenco chino con tapa y sin mango, utilizado para la infusión de hojas de té y el consumo de té. Fue inventado durante la dinastía Ming. Consta de un cuenco, una tapa y un platillo.

## Historia
Con anterioridad a la dinastía Ming (1368–1644), el té era normalmente consumido del recipiente en que se preparaba. Tal como lo describió el maestro del té Lu Yu, este tazón especial tenía que ser lo suficientemente grande para acomodar los implementos y las acciones de preparación del té, aunque lo suficientemente compacto como para sostenerlo cómodamente en las manos para el consumo. El término para este utensilio versátil era chawan (茶 碗; literalmente, 'tazón de té'). Fue durante la dinastía Ming que las innovaciones tanto en el ritual del té como en la preparación del té dieron origen al gaiwan.

## Diseño
Los gaiwans están hechos de tres partes: un cuenco, una tapa y un platillo.  Pueden ser fabricados de una variedad de materiales, incluyendo porcelana y cristal. Los gaiwans fabricados en arcilla de Yixing o jade son particularmente apreciados por coleccionistas. Son típicamente pequeños, con un volumen de alrededor 100-150 ml.
Excavaciones recientes han encontrado utensilios de la dinastía Ming que han sobrevivido hasta los tiempos modernos de un tipo de conjunto gaiwan conocido a partir de pinturas del siglo XV. Hay una copa de tallo de porcelana Jingdezhen azul y blanca, que tienen soportes plateado y una cubierta dorada (esta fechada en 1437), todo decorado con dragones. Presumiblemente, existían muchos juegos de este tipo, pero reciclar los elementos de metales preciosos fue demasiado tentador en algún momento, dejando solo las tazas de porcelana.

## Funciones
El gaiwan se considera particularmente bueno para preparar tés con sabores y aromas delicados, como el té verde y el té blanco.  La versatilidad del gaiwan también se nota en la preparación de infusiones de oolong debido a la capacidad de este té en particular para infundirse varias veces, pero el gaiwan es adecuado para cualquier tipo de té. El gaiwan es importante en la degustación de té debido a sus superficies abiertas y acristaladas: la primera permite ver el té mientras se prepara y la segunda evita que se altere el sabor y el aroma del té durante la preparación. La tapa del gaiwan permite infundir el té directamente en el tazón y beberlo directamente del tazón (tradicionalmente usando la tapa para bloquear las hojas para facilitar el consumo) o decantarlo en otro recipiente..

Gaiwan es el método preferido para preparar tés verdes y blancos ya que la porcelana de gaiwan absorbe el calor y no daña el té. Los Gaiwan son menos adecuados para los tés negros, ya que la tapa grande permite que el calor se escape demasiado rápido durante el proceso de remojo. Son especialmente comunes en el norte de China para disfrutar de tés perfumados como el té de jazmín.

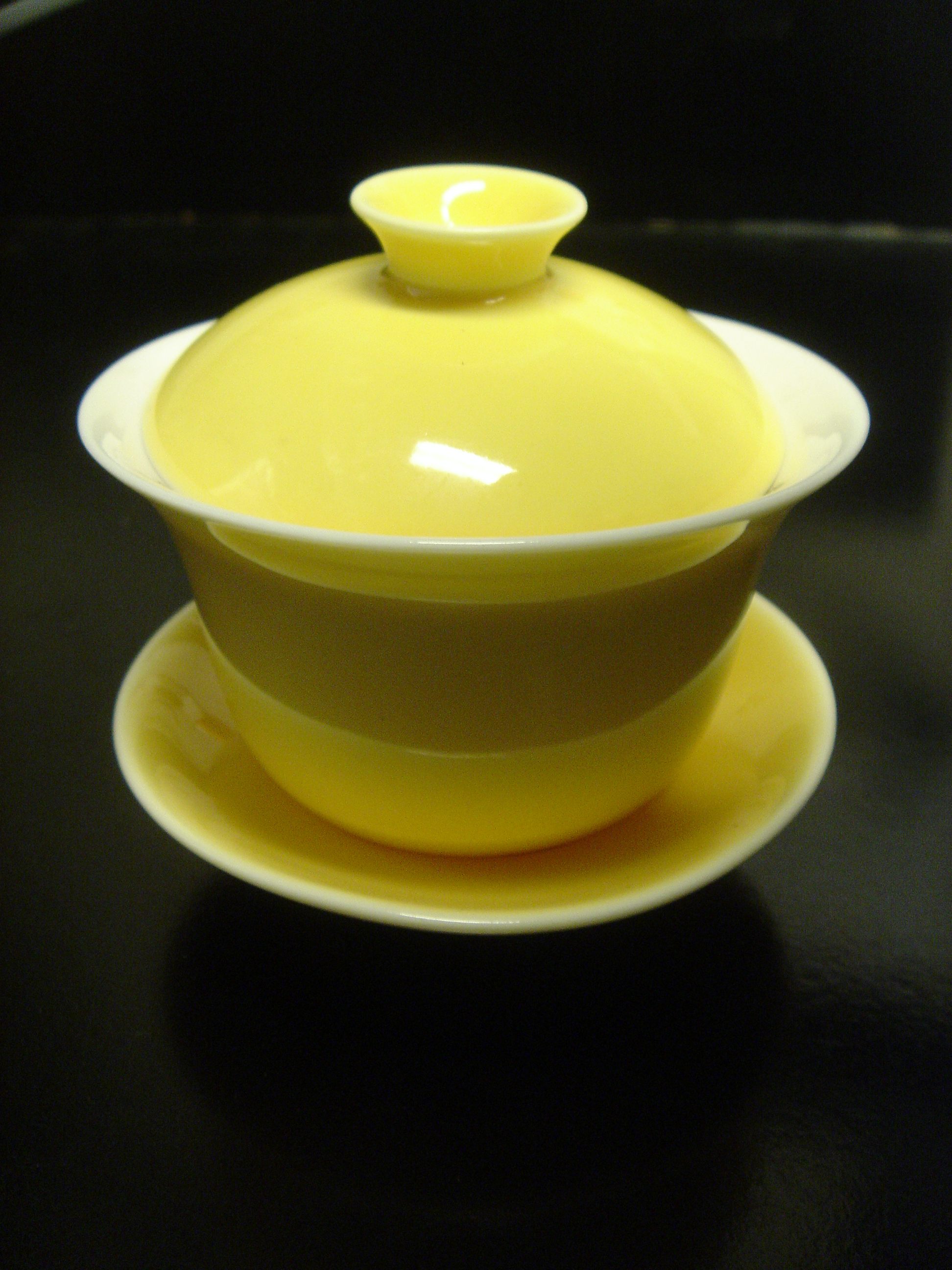
Gaiwan de porcelana
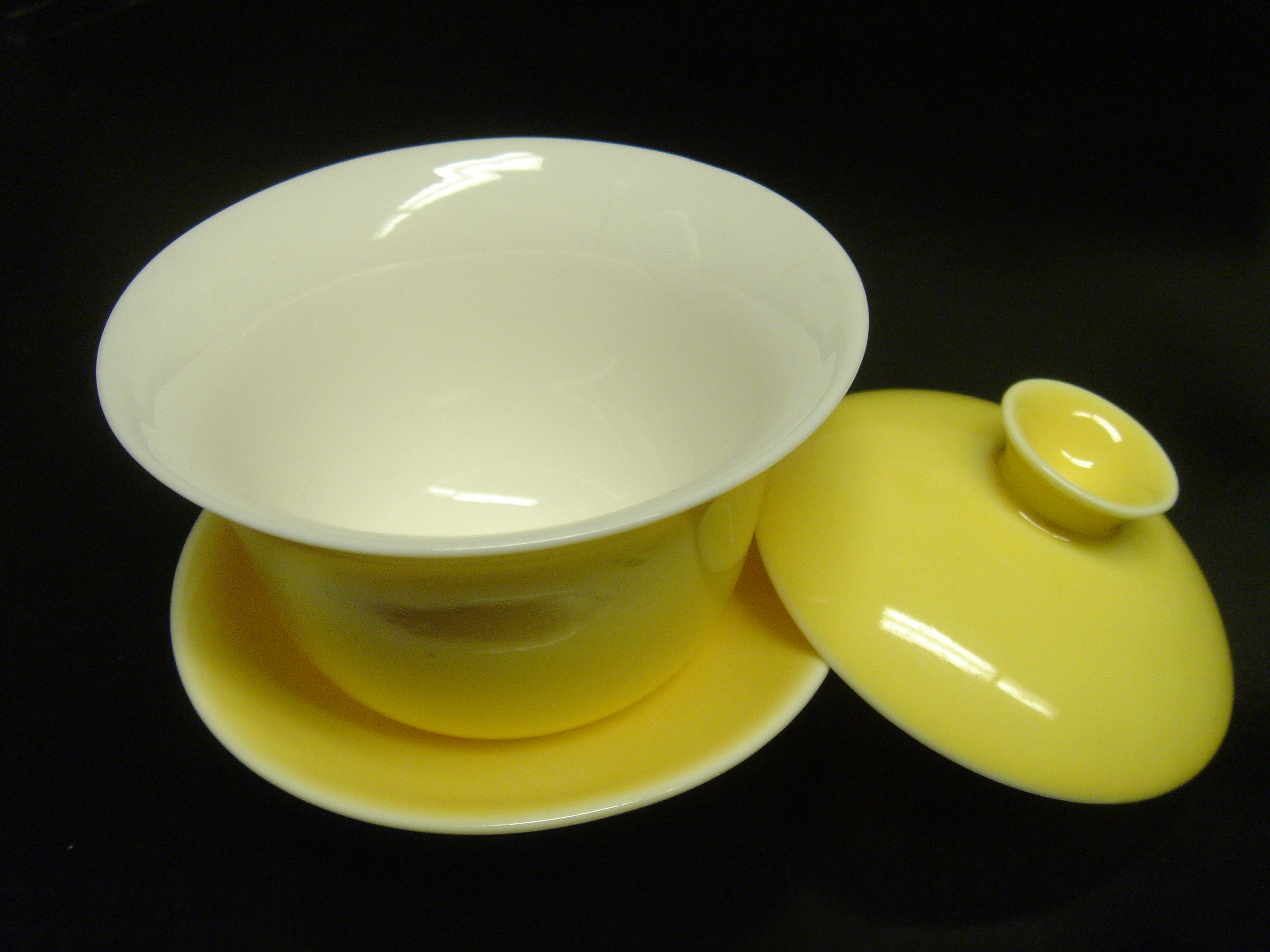
Gaiwan de porcelana con la tapa removida

Por lo general, las tres partes se sostienen a la vez con ambas manos. El platillo se sostiene con los dedos de la mano derecha mientras el pulgar descansa sobre el borde del recipiente. Luego, la mano izquierda sostiene la tapa, que se usa para quitar las hojas de té antes de beber. Puede tomar algo de práctica hacer esto, ya que el líquido está caliente.